# کالیکارپا لانگیفولیا
کالیکارپا لانگیفولیا (نام علمی: Callicarpa longifolia) نام یک گونه از تیره نعناعیان است.